# RODM

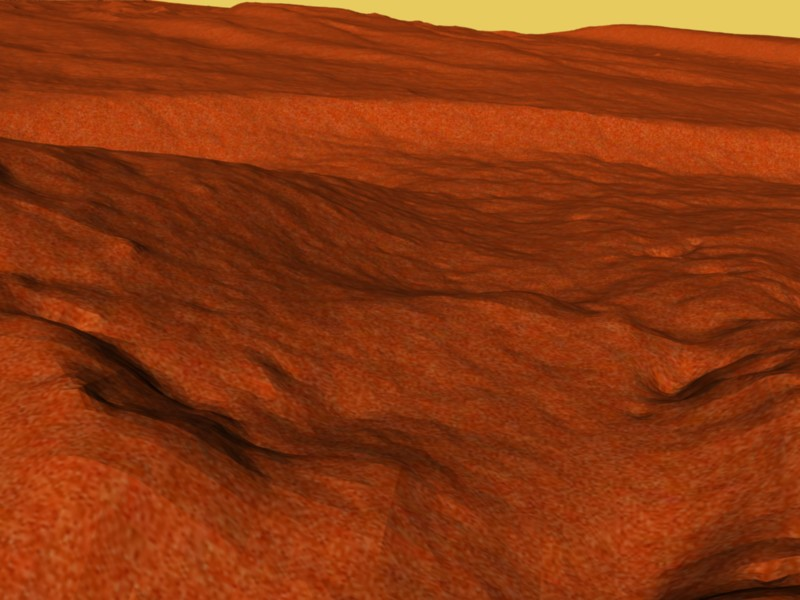
Wizualizacja Terra Sirenum wykonana na podstawie danych algorytmu RODM

RODM (skrót od Rover and Orbiter Delta Mars) – polski algorytm stosowany przez NASA i ESA w tworzeniu trójwymiarowych modeli małych obszarów Marsa. W przeciwieństwie do innych algorytmów stosowanych w stereoskopii korzysta głównie z narzędzi topologicznych, a w szczególności z twierdzenia Irvinga Fishera oraz z twierdzenia Banacha o punkcie stałym. RODM powstał jako praca Jana Kotlarza podczas seminarium topologicznego prof. Mariana Turzańskiego na Uniwersytecie Kardynała Stefana Wyszyńskiego w Warszawie. Algorytm znajduje się pod opieką stowarzyszenia Mars Society Polska.
RODM został w roku 2009 nominowany przez National Geographic Polska do nagrody Travelery 2009 w kategorii „naukowe odkrycie roku”.